# Tom McGrath
Tom McGrath (Rutherglen, 23 ottobre 1940 – Kingskettle, 29 aprile 2009) è stato un drammaturgo, pianista e poeta scozzese.

## Biografia
Tom McGrath era nato a Rutherglen, piccolo centro di circa 25 000 abitanti, che nel 1975 è stata assorbita da Glasgow, diventando parte dell'area amministrativa della Scozia detta South Lanarkshire.
La sua era una famiglia operaia cattolica di origini italiane. Il padre era elettricista e la madre casalinga.
Conobbe la futura moglie, Maureen Herron, nel 1962. Lei studiava alla Glasgow School of Art, mentre Tom era studente del Commercial College. L'anno successivo si sposarono e si trasferirono a Bermondsey, un sobborgo a sud-est di Londra. Dalla loro unione nasceranno quattro figlie.
Durante la metà degli anni 1960 fece parte della emergente cultura underground nel Regno Unito, partecipando al Project Sigma di Alexander Trocchi. Divenne anche amico di un altro anticonformista di Glasgow, lo psichiatra Ronald Laing.
Per due anni collaborò alla rivista Peace News (a partire dalla primavera del 1964) e fu tra i fondatori, nel 1966, del periodico underground International Times.
Nel 1968 McGrath si laureò presso l'Università di Glasgow in English & Drama.
Durante i primi anni 1970 lavorò con Billy Connolly al The Great Northern Welly Boot-Show.
Dal 1974 al 1977 è stato direttore artistico del Third Eye Centre (nome ispirato da Sri Chinmoy), un centro culturale che aveva sede al 350 di Sauchiehall Street, strada al centro di Glasgow. Dal 1992 è sede del Centre for Contemporary Arts, galleria d'arte, spazio teatrale, caffè e cinema.
Durante questo periodo scrisse il suo primo lavoro teatrale Laurel and Hardy (1976), una rivisitazione dei due celebri comici Stanlio & Ollio. L'opera, rappresentata al Traverse Theatre di Edimburgo, ebbe un buon successo e già nello stesso anno venne riproposta a Londra.
Nel 1977 conobbe Jimmy Boyle.
Boyle era un carcerato, riconosciuto colpevole di omicidio e condannato all'ergastolo, venendo imprigionato nella HM Prison Barlinnie, un carcere situato nei sobborghi della città scozzese di Riddrie. In prigione seppe però riscattarsi, diventando scrittore e scultore, e ritornando cittadino libero. L'opera teatrale The Hardman (1977) nacque dalla collaborazione di Boyle e McGrath.
Nel 1978 fu cofondatore, con Joe Gerber e Tom Laurie del Glasgow Theatre Club.
Il teatro ebbe la prima sede nella zona di Glasgow detta Gorbals, a sud del fiume Clyde. Verrà poi trasferito e inaugurato come Tron Theatre nel 1981.
Lavorò poi come direttore letterario associato allo Scottish Arts Council con sede al Royal Lyceum Theatre di Edimburgo. La sua collaboratrice Ella Wildridge diventerà la sua compagna nei suoi ultimi venti anni.
The Innocent, lavoro autobiografico di McGrath del 1979 racconta del suo uso di droga e della sua tossicodipendenza durata due anni (durante gli anni 1960). L'opera teatrale fu allestita da Howard Davies della Royal Shakespeare Company.
Nel 1986 scrisse la sceneggiatura per un cortometraggio commissionato dal COSLA (Convention of Scottish Local Authorities) e prodotto da Glasgow Film e da Video Workshop. Il film fu scritto come un dramma/commedia e portato in tour in Scozia dopo essere stato rappresentato al Festival di Edimburgo.
È del 1993 la sua opera Buchanan, narrazione della vita del pugile Ken Buchanan.
Tom McGrath è morto di tumore al fegato a Kingskettle, a 68 anni. Gli sopravvissero Ella Wildridge e tre delle quattro figlie avute dalla moglie Maureen (Julie, Sonia e Alice), e cinque nipoti.